# Ерможенес Фонсека
Ерможенес Валенте Фонсека (порт. Hermógenes Valente Fonseca, 4 листопада 1908, Ріо-де-Жанейро — дата смерті невідома) — бразильський футболіст, що грав на позиції півзахисника, зокрема, за клуби «Андарай» і «Америка», а також національну збірну Бразилії.
Дворазовий переможець Ліги Каріока. 

## Клубна кар'єра
У футболі дебютував 1922 року виступами за команду «Андарай», в якій провів чотири сезони. 
Своєю грою за цю команду привернув увагу представників тренерського штабу клубу «Америка» з Ріо-де-Жанейро, до складу якого приєднався 1927 року. Відіграв за неї наступні сім сезонів своєї ігрової кар'єри.
1935 року повернувся до клубу «Андарай», за який відіграв ще один сезон.  Завершив професійну кар'єру футболіста у цьому ж році.

## Виступи за збірну
1930 року дебютував в офіційних матчах у складі національної збірної Бразилії. Протягом кар'єри у національній команді, яка тривала 2 роки, провів у її формі 5 матчів.
У складі збірної був учасником чемпіонату світу 1930 року в Уругваї де зіграв з Югославією (1:2) і з Болівією (4:0) .

## Титули і досягнення
- Переможець Ліги Каріока (2):

«Америка»: 1928, 1931